# Грошури (Хунедоара)
Грошури (рум. Groșuri) насеље је у Румунији у округу Хунедоара у општини Блажени. Oпштина се налази на надморској висини од 715 m.

## Становништво
Према подацима из 2002. године у насељу је живело 176 становника, од којих су сви румунске националности.